# Caradrina surchica
Caradrina surchica är en fjärilsart som beskrevs av Charles Boursin. Caradrina surchica ingår i släktet Caradrina och familjen nattflyn. Inga underarter finns listade i Catalogue of Life.